# Guerra del Peloponnès
La Guerra del Peloponnès va ser un conflicte bèl·lic que va afectar Grècia en els anys des del 431 aC fins al 404 aC i va enfrontar la Lliga de Delos (conduïda per Atenes) i els seus aliats, de tendència democràtica, contra Esparta i els seus, de tendència oligàrquica. Amb la victòria de la Lliga del Peloponnès es va dissoldre la Lliga de Delos, però en 395 aC esclataria la guerra de Corint, amb la qual Atenes va recuperar part de la seva influència.

## Antecedents
La causa fonamental de la guerra va ser el ressentiment creixent d'Esparta i els seus aliats contra la dominació d'Atenes de tots els afers dels grecs.
Molts historiadors consideren que les raons immediates de la guerra foren que quan Corint va entrar en guerra amb Corcira, una de les seves colònies, Atenes va intervenir, i després Corint i Atenes es van disputar el control de Potidea que amb el suport de les forces corínties manades pel general Aristeu s'havia separat de la lliga atenenca. Finalment Atenes va assetjar la ciutat de Corint i va atacar la seva aliada Mègara. Atenes va fer públic una sèrie de decrets econòmic anomenats els decrets megarians, que imposaven sancions econòmiques sobre el poble megari. Mègara i Corint van reunir la Lliga del Peloponnès i van demanar la declaració de guerra a Atenes acusada de violar el Tractat de Trenta Anys de Pau, i els estats de la Lliga va declarar formalment la guerra contra Atenes a la tardor d'aquell mateix any, declaració a la que es va unir Beòcia i Delfos, i finalment, el desembre, Esparta.
La guerra va durar 27 anys, en part perquè Atenes era una potència naval i Esparta una potència militar terrestre.

## Guerra d'Arquidam (431 aC - 421 aC)
La primera part de la guerra que va anar del 431 aC al 421 aC fou coneguda com a guerra d'Arquidam pel nom del rei espartà Arquidam II, que hi va tenir un paper essencial.
La guerra es va iniciar l'abril del 431 aC amb l'atac de Tebes a Platea, l'única ciutat de Beòcia aliada a Atenes; l'atac fou rebutjat i els tebans presoners foren executats. Arquidam II amb seixanta mil lacedemonis va envair Àtica per Enoe a la riba del Citèrion, però els atenencs, refugiats darrere els murs, van resistir; durant cinc setmanes (maig-juny) Àtica fou assolada, fins que Arquidam, que havia arribat a 11 km d'Atenes, es va retirar. Atenes va annexionar Egina i en va expulsar els habitants i la flota va devastar la costa de la Megàrida, va atacar Metona (on foren rebutjats per Bràsidas, fill d'Argileonis) i van desembarcar a saquejar l'Èlida.
El 430 aC Pèricles, el cap atenenc, es va aliar a Perdicas II de Macedònia (a qui es va cedir la ciutat de Therma el 429 aC), i amb el rei Sitalces dels odrisis. A l'abril Arquidam va tornar a envair Àtica, i van arribar fins a Làurion, però als 40 dies es van retirar davant una epidèmia de pesta, que va provocar milers de morts sobretot entre els atenencs. Pèricles va fer una expedició a Epidaure, i a la tornada es va intentar deposar-lo però davant la gravetat de la situació, va conservar el poder.
El 429 aC els atenencs van ocupar Potidea. Els calcidis van atacar als atenencs a Spartolos i els van derrotar i Macedònia, tot i la recent aliança, no va intervenir, cosa que va provocar una guerra de Macedònia amb els odrisis (que van envair Macedònia fins al riu Àxios) la qual es va acabar en tres dies a petició d'Atenes i es va signar un tractat en què Estratonice, la germana del rei Perdicas II, es va casar amb Seutes I, nebot de Sitalces. Arquidam es va presentar amb un exèrcit altre cop a l'Àtica i va arribar fins a Platea, que fou assetjada. La flota atenenca dirigida per l'almirall Formió, va derrotar els lacedemonis a Naupacte. Una revolució a Acarnània va donar el poder a Estratos i a algunes altres ciutats als aliats d'Atenes i van derrotar els ambraciotes, epirotes i espartans que els amenaçaven. La pesta declarada l'any anterior i que només havia afectat l'Àtica, causà la mort de Pèricles el setembre del 429 aC i es va formar un triumvirat amb Èucrates, Lísides i Cleó, al qual després es va unir Nícias; l'almirall Fòrmion va bloquejar el golf de Corint, cosa que va obligar els espartans a fer un atac sorpresa contra el Pireu
El 428 aC es van revoltar totes les ciutats de l'illa de Lesbos menys Metimna; els atenencs van enviar a sotmetre'ls l'almirall Clípides i el general Paces o Pàcides; aquest darrer va assetjar Mitilene a finals d'any. Arquidam, un any més, va envair l'Àtica mentre Demòstenes i Nícias van atacar Lacònia i van interceptar la flota espartana que anava cap a l'Àtica: A Platea els assetjats van poder sortir de la ciutat i arribar a Atenes, quedant a la ciutat només 200 defensors.
El 427 aC va morir el rei Arquidam II d'Esparta i el va succeir el seu fill Agis I. Sota el comandament de Cleòmenes van tornar a l'Àtica l'abril però es van retirar tot seguit. Alcides, almirall espartà, va anar a Lesbos en ajut de l'assetjada Mitilene però no va poder atacar davant la presència de la flota atenenca (abril); el govern oligàrquic de Mitilene va entregar armes al poble però aquest es va revoltar i va enderrocar a l'oligarquia i va tornar a l'aliança amb Atenes el juliol; però Atenes, a proposta de Cleontes, va decidir destruir la ciutat, executar a sis mil ciutadans i vendre com esclaus a les dones i nens; una gran pressió popular a Atenes va evitar aquest genocidi però no va poder evitar l'execució d'un miler d'oligarques. A l'estiu, els espartans van entrar a Platea i la ciutat fou cedida a Tebes. Nícias bloqueja Mègara. A Corcira una revolució va portar al poder al partit aristocràtic que es va aliar a Esparta, però els atenencs van enviar una expedició dirigida per Nicòstratos amb 12 vaixells que van reposar als demòcrates en el poder, i també allí es va produir una sagnant repressió contra els oligarques; la flota espartana sota comandament d'Alcides, es va acostar a Corcira, però va arribar una nova flota atenenca sota comandament d'Eurimedentes que va evitar la reconquesta i va fer retirar a Alcides; els oligarques (uns 500) es van fer forts a Mont Istone.
El 426 aC els espartans van establir una fortalesa a Herèdia, prop de les Termòpiles. Els atenencs van atacar Melos i van devastar amb la flota les costes de Beòcia i Lòcrida. Una expedició atenenca dirigida per Demòstenes i Procles va envair Etòlia, però no va obtenir cap resultat, i Etòlia es va aliar a Esparta; l'espartà Euríloc es va atreure als ambraciotes als que va incitar a lluitar contra els acarnanis però Demòstenes es va posar al front dels acarnanis i va derrotar els ambraciotes i espartans a Olpe o Olpea. Algunes ciutats de Sicília (Messina, Halices i Egesta, es van aliar a Atenes.
El 425 aC els oligarques de Mont Istone a Corcira foren massacrats el que va provocar protestes a Atenes. El rei d'Esparta Agis I va envair Àtica. flota va devastar la flota atenenca sota comandament d'Eurimedó i Sòfocles, van atacar Corifàsion al Peloponnès, mentre els espartans van prendre posicions prop de l'illa Esfactèria; desembarcament atenenc a la badia de Pilos, ciutat que fou bloquejada i ocupada. Agis va tornar de l'Àtica i va assetjar als atenencs a Pilos mentre la flota intentava el mateix per mar, però aquesta flota fou derrotada pels atenencs dirigits per Cleó, a Esfactèria i van ocupar la península de Metona, prop de Trezè. Esparta va demanar la pau però Cleó la va rebutjar i després d'una treva de tres setmanes es va reprendre la guerra i 420 espartans, que estaven bloquejats a Esfactèria, van ser fets presoners i l'illa fou ocupada pels atenencs.
El 424 aC la flota atenenca que era a Pilos, sota direcció de Nícias, va passar a l'illa Citera, que fou ocupada. L'esparta Bràsidas va estendre les operacions a la costa de Tràcia on les ciutats calcidies d'Acantos i Estagira, que eren aliades atenenques, es van passar a Esparta. Bràsidas va ocupar Amfípolis, i altres cossos espartans van ocupar Torone i altres ciutats. Tucídides, acusat de no haver defensat adequadament Amfípolis, fou desterrat. A Mègara els atenencs van ocupar el port de Nisea i a Beòcia els atenencs van entrar però foren derrotats a Dèlion.
El 423 aC es va signar una treva o armistici per un any. Esciona, ciutat de Calcídia, es va revoltar contra Atenes i els espartans la van admetre a l'aliança peloponèsia incomplint els acords de la treva, que així va quedar trencada; Meudea, al sud de la Calcídia, va seguir el mateix camí que Esciona. Atenes va renovar l'aliança amb Perdicas II de Macedònia i amb el rei Arrabaios de Lincestes, i amb el seu ajut Torona i altres llocs foren recuperats per als atenencs.
El 422 aC Cleó va atacar Amfípolis, defensada per Bràsidas; els atenencs foren derrotats i a la batalla varen morir Cleó i Bràsidas (tardor). Mort Cleó, cap del partit democràtic, el va succeir Alcibíades (general atenenc), mentre Nícias, que encapçalava al partit atenenc moderat, fou ratificat com a principal estrateg.

## La pau de Nícias
L'abril de 421 aC es va signar una treva per cinquanta anys coneguda com la pau de Nícias. Els presoners espartans foren retornats a la seva pàtria. Amfípolis seria retornada a Atenes. Les ciutats calcidies serien autònomes i formarien una lliga (la Lliga Calcídica); Atenes evacuaria les costes del Peloponnès que havia ocupat. Delfos fou declarada autònoma; Corint, Èlide, Beòcia i Mègara es van oposar a la pau i no la van voler signar, i van formar una aliança amb Argos, Mantinea i Calcídia; Mègara tampoc va voler entrar en aquesta aliança. De resultes d'això els espartans van donar suport a les autonomies a l'Èlide i Lepreon i tota Trifília es van separar d'Elis.
El 420 aC fou elegit estrateg atenenc Alcibíades, representant del sector partidari de la guerra, imposant-se al seu rival moderat Nícias. Esparta es va aliar a Beòcia a lo que Atenes va respondre buscant l'aliança amb Argos, Mantinea i Èlide. Mègara i Tegea es van decantar cap a Esparta. Calcídia va quedar aïllada. Durant aquest any i anys següents, Amfípolis romangué en mans espartanes, sense complir l'acord de pau del 421 aC.
El 419 aC Argos, Mantinea i Èlide van formalitzar l'aliança amb Atenes i els argius van atacar Epidaure, aliada d'Esparta. Alcibíades va considerar que Esparta havia trencat la pau i reprengué la guerra.
El 418 aC Corint i Patres es van aliar a Atenes. Els espartans van atacar Argos i els atenencs van córrer a ajudar-la, però foren derrotats a Mantinea. Després d'aquesta batalla els aliats atenencs (Corint, Elis, Patres, Mantinea i Argos) van capgirar la seva política i es van passar a Esparta, que a més va obtenir l'aliança de Macedònia i de Calcídia. Això va afavorir les expectatives de Nícias de recuperar el poder, però finalment Alcibíades el va convèncer per presentar-se junts a les eleccions. El 417 aC la coalició electoral de Nícias, moderat pacifista, i d'Alcibíades, demòcrata bel·licista, va derrotar el seu rival, Hipèrbol, que fou condemnat a l'ostracisme polític.
El 416 aC Atenes va ocupar l'illa de Melos els habitants de la qual foren massacrats o venuts com esclaus, tot i que l'illa era neutral. Les raons d'aquest fet no han pogut ser explicats satisfactòriament. A Sicília, Siracusa va sotmetre a Leontins i va ajudar a Selinunt contra Segesta. Aquesta, aliada d'Atenes, li va demanar ajuda.

## La campanya de Siracusa
El 415 aC Alcibíades (general atenenc) va persuadir a l'Assemblea atenenca d'iniciar una expedició contra Siracusa. Encara que Nícias no estava segur de l'èxit d'aquesta expedició, va ser designat, amb Alcibíades, cap de l'expedició, juntament amb Lamacos. Van sortir d'Atenes amb 134 trirrems i vint-i-cinc mil homes (juliol). Règion i Catània es van declarar per Atenes; la flota va desembarcar al sud de Siracusa on foren derrotats però van contraatacar i van ocupar Naxos i van assetjar Siracusa. Lamacos va morir en un d'aquest combats. Moltes ciutats de Sicília i del sud d'Itàlia es van declarar per Atenes i van enviar contingents a Nícias; fins i tot algunes ciutats etrusques van enviar soldats a Nícias. El setge a Siracusa es va anar estrenyent. Un exèrcit espartà, sota el comandament de Xilipos, va acudir en ajut de Siracusa. Mentre Efes, aliada atenenca, canvià de bàndol i s'alià a Esparta. El cap Alcibíades, acusat de certs fets, fou cridat a Atenes, i es va exiliar a Esparta.
El 414 aC l'esparta Xilipos, va desembarcar a Hímera on va derrotar els atenencs i els va rebutjar en direcció a Siracusa, on Nícias es va veure forçat a fer-se fort al promontori de Pleimmírion. També Esparta tenia problemes, al trencar-se la seva aliança amb Argos, i esclatar la guerra entre ambdós estats; la flota atenenca va atacar la costa espartana i va bloquejar Naupactos.
El 413 aC l'assemblea atenenca va decidir enviar reforços a Sicília. El rei Agis I d'Esparta va envair l'Àtica l'abril i es va establir a la ciutat de Decelia que fou fortificada, i des aquesta base va assolar tota la regió, de la que els atenencs només podien defensar Atenes, Pireu, Salamina i Eleusis. La crisi econòmica a Atenes fou molt greu, degut en part a la fugida de vint mil esclaus. Mercenaris tracis a les ordres de Ditrefes i al servei d'Atenes van atacar Tànagra i van ocupar Micalessos (ambdues a Beòcia) on la població fou massacrada; les ciutats van rebre ajut de Tebes que va rebutjar als tracis fins a l'estret d'Eurip, on els van derrotar morint el seu cap Ditrifes. L'illa de Quios i quasi tot Jònia es van revoltar contra Atenes. Bizanci, que estava en guerra contra els tracis, es va aliar a Esparta, que hi va enviar al general Clearc, però aquest es va erigir en dictador de la ciutat (i va acabar deposat pels mateixos espartans). A Sicília, Nícias va rebre l'ajut atenenc (una flota dirigida per Demòstenes i Eurímedon); Demòstenes va atacar Epípoles, però després d'una victòria inicial fou derrotat en el contraatac enemic al mateix lloc el 27 d'agost (un eclipsi de lluna va espantar als atenencs); Demòstenes fou després derrotat en una batalla naval enfront del port de Siracusa i va perdre la meitat de les seves naus, i llavors es va decidir un atac per terra per alleujar als assetjats de Pleimmírion, però els siracusans ja havien bloquejat els camins cap a l'interior; els atenencs van haver de sortir de Pleimmírion cap a l'oest, seguint el curs del riu Anapos, però al sisè dia, atacats pels siracusans, es van haver de desviar cap al sud, i un intent d'arribar a la costa fou avortat pels siracusans; Demòstenes i la seva rereguarda foren atacats i derrotats a Polizèlion, i la resta de l'exèrcit fou derrotat a la riba del riu Asínaros i es va haver de rendir (setembre o potser octubre).

## Guerra de Decèlia
El 412 aC el rei de Pèrsia va demanar el tribut a les ciutats de Jònia, que s'havien quedat sense la protecció atenenca; Milet, Quios, Èritres de Jònia, Cnidos, Rodes i altres es van declarar per Esparta; Clazòmenes, Lesbos, Samos i Halicarnàs van romandre lleials a Atenes. Esparta i Pèrsia van negociar una aliança dirigida essencialment contra Atenes. Aquesta aliança havia estat beneïda per Alcibíades, el líder atenès exiliat a Esparta i auspiciada pel sàtrapa de Lídia Tisafernes.
El 411 aC l'oligarquia atenenca dirigida per Antífont de Rammunte comença a manifestar-se. Alcibíades intenta que l'aliança perso-espartana no sigui massa perjudicial per Atenes i actua equilibradament, sense que Atenes sigui aniquilada, i afavoreix a Antífont al que aconsella un tractat amb Pèrsia, i a aquesta li aconsella que no doni tot el poder a Esparta. Però Tisafernes no vol entrar en aquest joc i pel contrari afavoreix a Esparta i l'ajuda en la construcció d'una flota capaç de fer front a l'atenenca. Un cop d'estat a Atenes, dirigit per l'almirall Pisandre d'Acarnes, imposa un canvi constitucional que porta al poder als oligarques (però no permetia el retorn d'Alcibíades a Atenes); el consell dels cinc-cents queda dissolt i únicament 5000 ciutadans resten amb drets polítics (maig). L'autoritat màxima passa al consell dels quatre-cents. També a Samos escata una revolució oligàrquica, però la major part de la flota atenenca, que era a l'illa, desaprova el moviment de Pisandre, i imposa com a estrateg a Alcibíades al que crida a tornar, i al que els caps de la flota, Trasibul i Tràsil entreguen el poder. Alcibíades, com a represàlia contra els oligarques que no l'havien cridat al poder, va demanar la deposició del consell dels quatre-cents i el restabliment de la constitució de Clístenes, reformada; un dels caps oligàrquics, Frínicos, fou assassinat a Atenes. Els espartans mentre, sota la direcció del general Decílides, van ocupar Abidos de Mísia i Làmpsac. Alcibíades va marxar amb la flota cap al nord on va derrotar a la flota espartana a Sestos (tardor) i després a Abidos, ocupant aquesta ciutat; mentre Alcibíades arribava els espartans havien ocupat l'Hel·lespont i l'illa de Tasos; el general espartà Agesàndries, amb 42 vaixells, va derrotar a l'atenenc Timòcares, al golf d'Eubea, i van ocupar Erètria, i llavors l'illa es va sollevar contra Atenes. Els atenencs van tornar al Peloponnès i van ocupar Citera i el port de Pilos.
El 410 aC Alcibíades va derrotar a la flota espartana a Cízic (maig), batalla en la qual va morir el general espartà Mindaros, i els espartans van oferir la pau (estiu) sobre la base del respecte a les posicions d'aquell moment excepte Decèlia que seria retornada a Atenes, a canvi de Pilos i Citera. Però a Atenes s'havia tornat a enfortir la tendència democràtica bel·licista que a l'estiu es va imposar als oligarques-moderats, partidaris d'acceptar aquesta pau, que foren enderrocats. La constitució de Clístenes va ser restablerta (juliol).
El 409 aC Mègara va recuperar el port de Nisies que els atenencs havien ocupat uns anys abans. La flota espartana va recuperar l'illa Esfactèria i van reconquerir també Pilos. L'almirall atenenc Tràsil va atacar Efes però fou rebutjat.
El 408 aC va morir el rei agída espartà Pleistoànax i el va succeir el seu fill Pausànias d'Esparta. El juny va tornar a Atenes Alcibíades coincidint amb la festa de les Plintèries, i fou aclamat pel poble. Trasibul va reconquerir Abdera. Els atenencs també van ocupar Selímbria (després d'un setge) i Bizanci (on Clearc també va resistir un temps el setge atenenc). Els atenencs van enviar una ambaixada a Farnabazos II de Dascilios, i Nicomèdia es va haver de sotmetre a Atenes.
El 407 aC Alcibíades va recuperar l'illa de Tasos i va retornar a Atenes. Allí va participar en una precessió religiosa d'Atenes a l'Èlide i va deixar el comandament de la flota al seu amic Antíoc, que poc després fou derrotat a Nòtion (prop d'Efes) pel nou cap de la flota espartana, Lisandre, que s'havia aliat amb Cir, sàtrapa de Sardes. Lisandre va ocupar Teos i la fortalesa de Defínion, l'única posició dels atenencs a Quios. Quan aquesta notícia es va conèixer a Atenes, Alcibíades fou destituït i va emigrar al Quersonès Traci on va governar com a atirà independent a Sestos fins a la fi de la guerra (llavors va passar a Pèrsia on va ser assassinat). El poder va passar a Atenes a Cleòfont, del partit democràtic bel·licista.
El 406 aC el termini de Lisandre com a cap de la flota esparta (un any) es va acabar i el va succeir Calicràtides que va ocupar Metimna a Lesbos i va derrotar a la flota atenenca, dirigida per Conó, bloquejant les seves restes a Mitilene; però la perícia de Conó li va permetre trencar el bloqueig i unir-se a la resta de la flota a Samos. Un conjunt de 150 naus atenenques van derrotar a la flota espartana en aigües de les illes Arginuses l'agost, i en la batalla va morir Calacràtides i els espartans van perdre 70 naus. Lisandre fou nomenat altre cop almirall de la flota. El seu bloqueig de l'Hel·lespont va impedir el subministrament de gra a Atenes.
El 405 aC Lisandre va saquejar Làmpsac i es trobà amb la flota atenenca, que venia per trencar el bloqueig, a Egospòtamos, prop del lloc anomenat rierol de les cabres. La batalla fou una gran victòria espartana que va sorprendre els atenencs a terra; tres mil atenencs foren fets presoners i executats; llavors Lisandre es va presentar davant el Pireu i va bloquejar la costa de l'Àtica i per terra el rei Pausànias va entrar a la regió i va assetjar Atenes per terra; al començament Cleofont va tractar de resistir però finalment el consell dels cinc-cents a petició de Sàtir, el va destituir i el va empresonar i el va substituir Teramenes; els demòcrates es van revoltar i van alliberar els seus líders empresonats però Cleofont fou ràpidament executat i la revolució es va enfonsar. Llavors Atenes va capitular i els espartans van entrar a la ciutat. Les negociacions de pau van imposar dures condicions als atenencs: pèrdua de totes les seves possessions, entrega de tots els vaixells de la seva flota (la flota no podria passar en endavant de 12 vaixells), i destrucció de les seves muralles (juny). A la ciutat es va instal·lar el govern oligàrquic anomenats dels Trenta (perquè tenia 30 membres), encapçalat per Crítias, i va ingressar a la Lliga del Peloponnès.
El 404 aC va capitular Sestos davant els espartans i Alcibíades va fugir a Pèrsia on fou assassinat per ordre de Farnabazos de Dascilios (instigat per Lisandre). El tractat de pau entre Atenes i Esparta es va signar l'abril. La població d'Atenes es manifestà obertament hostil al govern del Trenta i contra el consell dels Deu. A les antigues possessions d'Atenes s'establiren governs oligàrquics. Samos va resistir als espartans fins a l'estiu en què es va rendir. Aquesta situació va provocar la revolta dels demòcrates d'Atenes encapçalats per Trasibul, que es van apoderar del puig File o Mont Parnes, i poc després del Pireu i van derrotar els oligarques, totalment mancats de suport intern, en la batalla de Muníquia, lluita en la qual va morir el cap oligarca Crítias, i que va donar el poder a Trasibul. Esparta va intervenir (setembre) i els oligarques van poder sortir d'Atenes, i es van establir a Eleusis on van fundar una república oligàrquica independent, que no va durar (el 401 aC Eleusis va tornar a poder d'Atenes).